# محمد أنقار
محمد أنقار هو كاتب وأديب مغربي. (1946، تطوان - 15 فبراير 2018، تطوان)، عن سن ناهز 72سنة.

## نشأته ودراسته
ولد بحي (النيارين) بمدينة تطوان شمال المغرب، وعاش طفولته بحي (باريو مالقا) وتابع دراسته الابتدائية والثانوية بنفس المدينة.
- حاصل على إجازة في الأدب العربي من كلية آداب فاس، سنة 1967.
- حاصل على دبلوم الدراسات العليا في مجال أدب الأطفال بكلية الآداب بفاس سنة 1984
- حاصل على دكتوراه الدولة  في مجال  الأدب المقارن، من كلية آداب الرباط، سنة 1992.

## حياته المهنية
- مارس التعليم بالثانوي بمدينتي القنيطرة وتطوان من سنة 1967 إلى سنة 1982.
- اشتغل أستاذا للتعليم العالي بكلية الآداب بمدينة تطوان ابتداء من سنة 1982 إلى  تقاعده سنة 2011.
- درس الرواية والمسرح والنقد بالكلية نفسها
- عمل رئيسا لوحدة البحث والتكوين: جماليات التعبير في الأدب العربي الحديث والمعاصر (بلاغة الصورة الإبداعية) بالكلية نفسها من عام 1997 إلى عام 2000.
- نشر عددا من القصص والمقالات النقدية في العديد من الجرائد والمجلات المغربية والعربية.
- شارك في العديد من ندوات النقد الأدبي، ومهرجانات المسرح المدرسي.

## الجوائز
- حاصل على جائزة المغرب فرع الدراسات الأدبية والنقدية لسنة 1998.
- حاصل على جائزة عبد الله كنون فرع الأدب المغربي لسنة 1999.
- حائز على جائزة الصحافة الرياضية بتطوان سنة 2001.

## إصداراته
- بناء الصورة في الرواية الاستعمارية: صورة المغرب في الرواية الإسبانية (دراسة) 1994 - (منشورات باب الحكمة 2016).
- بلاغة النص المسرحي (دراسة)، 1996.
- قصص الأطفال بالمغرب (دراسة)، (منشورات كلية الآداب والعلوم الإنسانية بتطوان، 1998).
- صورة عطيل (دراسة) 1999.
- التركي: الرجل الذي طار بالدراجة (صورة حياة) 2000.
- ظمأ الروح أو بلاغة السمات في رواية نقطة النور لبهاء طاهر (دراسة)،منشورات مرايا، طنجة 2007- مؤسسة الانتشار العربي 2008.
- الببوش أو أكلة الحلزون (نص مسرحي) 2009.
- قصص للأطفال: الكتكت الرومي- الهاتف له ذراعان - حلم الأرجوحة (2006).
- الأخرس (قصص قصيرة)،مكتبة أم سلمى بتطوان، 2005.
- مؤنس العليل (قصص قصيرة)، أفريقيا الشرق، الدار البيضاء – بيروت، 2003.
- يا مسافر وحدك (قصص قصيرة)، منشورات باب الحكمة.
- زمن عبد الحليم (قصص قصيرة)، منشورات جمعية الأعمال الاجتماعية الثقافية لكلية الآداب بتطوان، 1994.
- البحث عن فريد الأطرش (قصص قصيرة)، منشورات باب الحكمة، 2012.
- المصري (رواية)، دار الهلال بالقاهرة سنة 2003، منشورات الزمن 2004.
- شيخ الرماية (رواية)، منشوران باب الحكمة، 2012.
- باريو مالقة (رواية)،الطبعة الأولى 2007، الطبعة الثانية 2008، الدار العربية للعلوم ناشرون 2010، منشورات باب الحكمة 2015.
- الحصن الخشبي، ترجمة وتقديم محمد انقار، الهيئة المصرية العامة للكتاب، مصر، 2016.
- الدار اللي هناك (أحلام)، منشورات باب الحكمة، تطوان، 2021.

## وفاته
توفي يوم الخميس 15 فبراير 2018 بأحد مستشفيات تطوان، عن 72 عاما.